# Cañada del Ucle
Cañada del Ucle é uma comuna da província de Santa Fé, na Argentina.